# Cymatura bifasciata uluguruensis
Cymatura bifasciata uluguruensis es una subespecie de escarabajo longicornio del género Cymatura, tribu Xylorhizini, subfamilia Lamiinae. Fue descrita científicamente por Breuning en 1968.
La especie se mantiene activa durante los meses de noviembre y diciembre.

## Descripción
Mide 20-29 milímetros de longitud.

## Distribución
Se distribuye por Tanzania.